# Rancourt Military Cemetery
Rancourt Military Cemetery is een Britse militaire begraafplaats met gesneuvelden uit de Eerste en Tweede Wereldoorlog. Ze is gelegen in de Franse plaats Rancourt (departement Somme). De begraafplaats werd ontworpen door Noel A. Rew en ligt aan de weg van Bapaume naar Péronne, 750 m ten zuiden van het dorpscentrum (gemeentehuis). Vanaf de weg leidt een pad naar de toegang dat bestaat uit een metalen hek tussen witte stenen zuiltjes.
Het terrein heeft een trapeziumvormig grondplan met een oppervlakte van ruim 513 m² en wordt omsloten door een bakstenen muur afgedekt met witte dekstenen. Het Cross of Sacrifice staat op de aslijn van de begraafplaats
De begraafplaats wordt onderhouden door de Commonwealth War Graves Commission.
Er liggen 93 slachtoffers uit de Eerste Wereldoorlog (waaronder 20 niet geïdentificeerde) en 3 uit de Tweede Wereldoorlog begraven. Eén slachtoffer wordt herdacht met een Special Memorial omdat zijn graf niet meer gelokaliseerd kon worden en men neemt aan dat hij in een naamloos graf ligt.
Alle slachtoffers zijn Britten.

## Geschiedenis
Rancourt werd op 24 september 1916 door de Fransen veroverd en bleef tot 24 maart 1918 en de Duitse opmars in geallieerde handen. Op 1 september 1918 werd het dorp heroverd door de 47th (London) Division. De begraafplaats werd door eenheden van de Guards Division in de winter van 1916-17 aangelegd en gebruikt tot maart 1918. Ze werd opnieuw gebruikt door Burial Officers (deze officieren zijn verantwoordelijk voor de registratie en het begraven van de gesneuvelden) van de 12th en 18th Division in september 1918. In rij E liggen zes graven van slachtoffers die na de wapenstilstand vanuit de omliggende slagvelden hier werden bijgezet.

## Graven

### Onderscheiden militairen
- A.S. Missions, korporaal bij het London Regiment en J. Toogood, soldaat bij het Essex Regiment werden onderscheiden met de Military Medal (MM).

### Gesneuvelden Tweede Wereldoorlog
- Piloot Cyril Light en de sergeanten Arthur Ernest Craig en George Hawkins waren de bemanning van een Bristol Blenheim bommenwerper die op 21 mei 1940 werd neergeschoten.[2]